# Bathymyrus smithi
Bathymyrus smithi är en fiskart som beskrevs av Castle, 1968. Bathymyrus smithi ingår i släktet Bathymyrus och familjen havsålar. Inga underarter finns listade.